# Anodorhynchus
Anodorhynchus là một chi chim trong họ Psittacidae.

## Hình ảnh

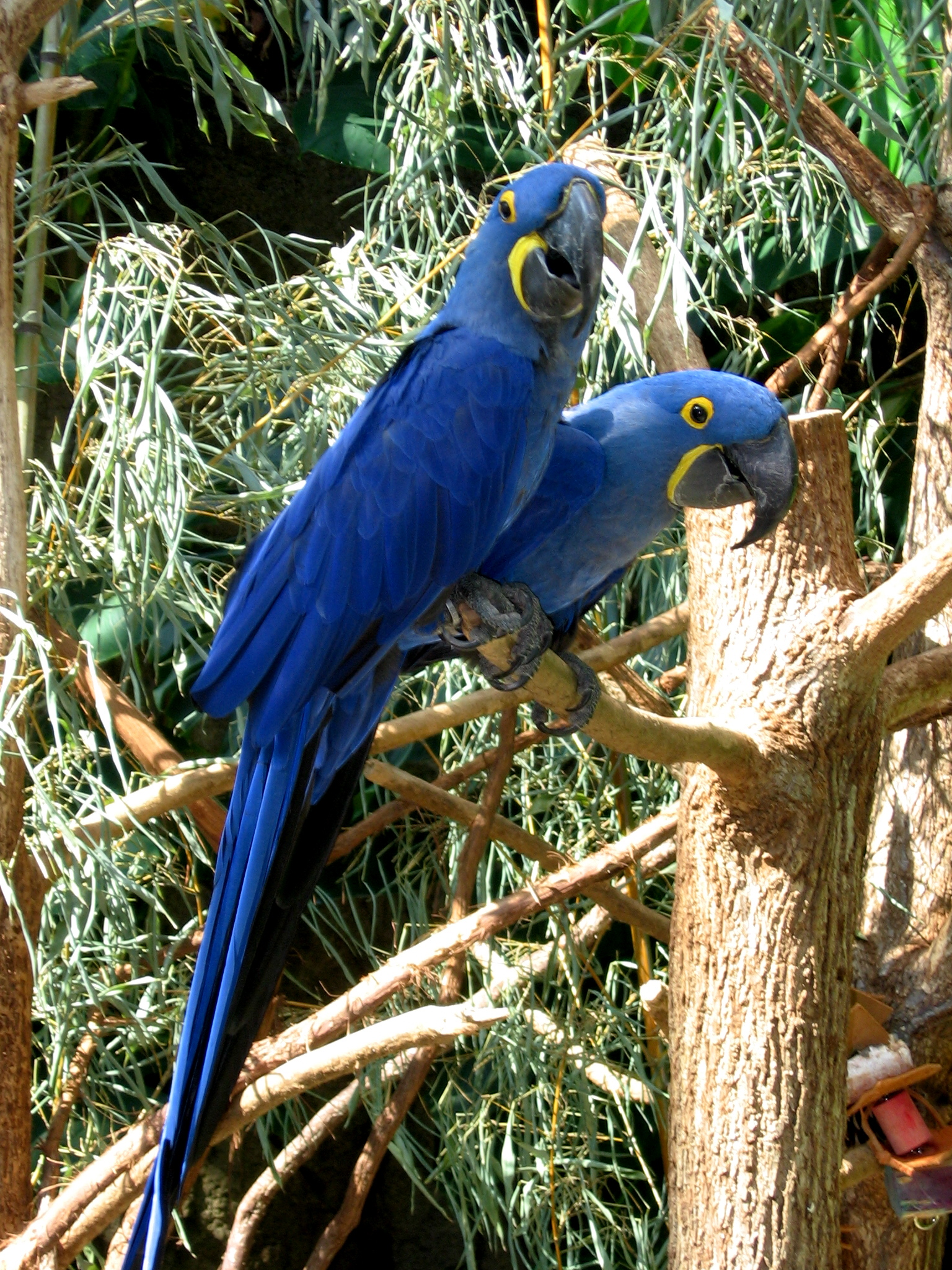
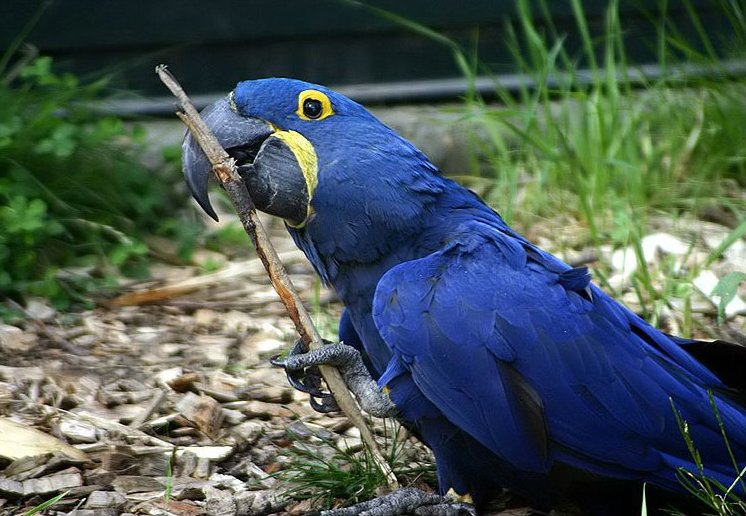
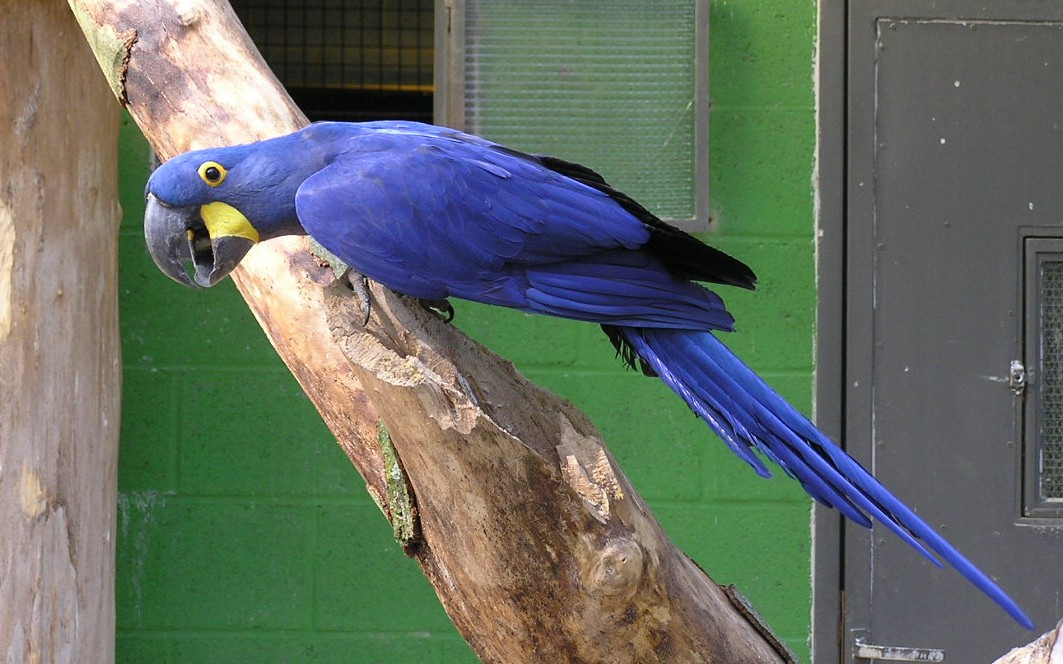
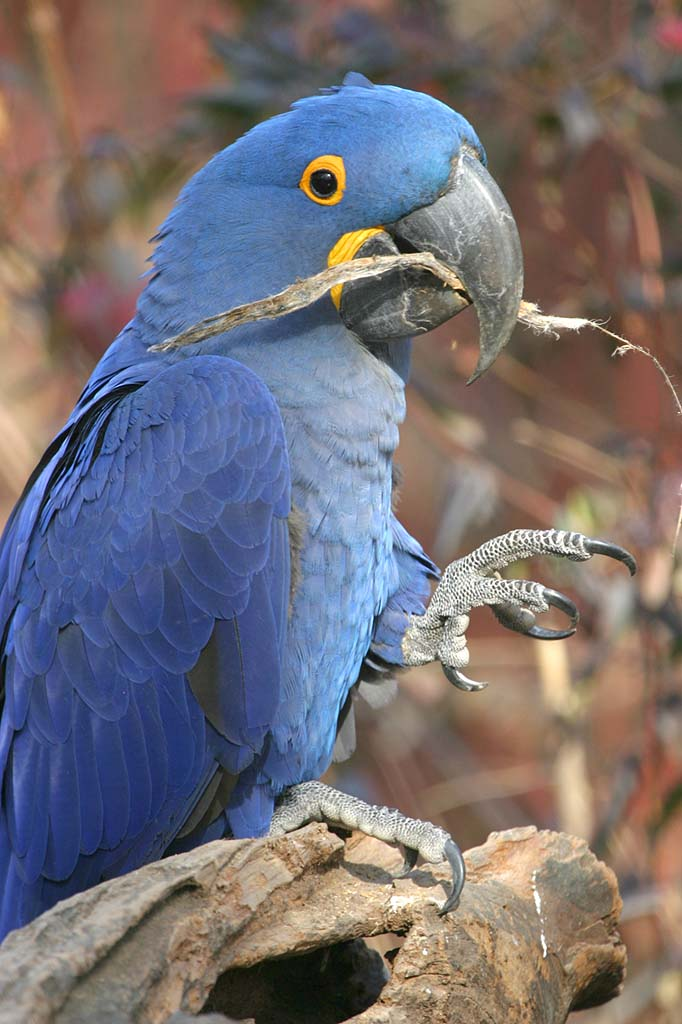
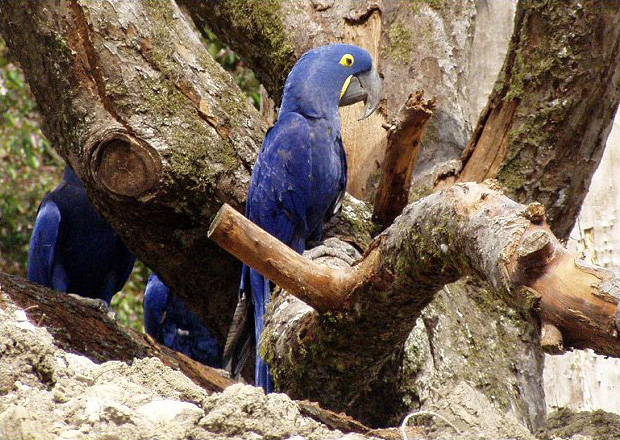
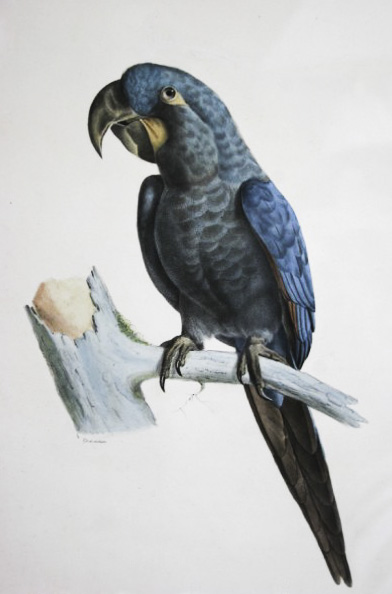